# 盏达行政区
盏达行政区，中国民国时期的旧县级行政区名。
清朝时，此地为騰越廳屬盞達土司地，為土司刀氏世襲。民国元年（1912年）設盞達彈壓委員，後改为盞達行政委員。1917年由盏达弹压委员和户撒土司地改置盏达行政区，屬騰衝縣。公署驻盏达（今云南省盈江县驻地平原镇）。1935年改设莲山设治局。